# Блажевич, Роко
Роко Блажевич (хорв. Roko Blažević; род. 10 марта 2000, Сплит, Хорватия) — хорватский певец, также известный как Роко. 17 февраля 2019 был выбран в качестве представителя Хорватии на Евровидении-2019 с песней «The Dream».

## Биография
Роко Блажевич родился в 2000 году в Сплите. Родители Мария Саратлия-Блажевич и Марио Блажевич хорватские певцы, брат играет на гитаре. В 2013 году Роко совместно с Рандо Стипишичем и Лукой Мрдуляшем основал группу RadioWho.
Известность Роко Блажевич получил благодаря победе в сербском шоу талантов Pinkove Zvezdice. В 2018 году он занял второе место в хорватском шоу «Zvijezde».

### Евровидение-2019
17 февраля 2019 Роко Блажевич выиграл хорватский отбор Dora 2019 и получил право представить Хорватию на конкурсе песни Евровидение-2019 в Тель-Авиве, Израиль. Одним из авторов конкурсной песни «The Dream» выступил хорватский певец и наставник Роко Жак Хоудек.
16 мая 2019 Роко выступил во втором полуфинале и занял 14 место, не пройдя в финал.

## Творчество
| Название                                | Год  | Альбом |
| --------------------------------------- | ---- | ------ |
| «Podsjećaš na ljubav»                   | 2018 | N/A    |
| «The Dream»                             | 2019 | N/A    |
| «Heroj»                                 | 2019 | N/A    |
| «Krila» (при участии The Messengers)    | 2019 | N/A    |
| «Božić nam dolazi» (совместно с Cambi.) | 2020 | N/A    |